# Malamente
Malamente (ufficialmente Malamente – Cap 1: Augurio) è un singolo della cantante spagnola Rosalía, pubblicato il 30 maggio 2018 come primo estratto del secondo album in studio El mal querer.

## Accoglienza
A novembre 2019, Billboard ha incluso Malamente nella propria lista riguardante le canzoni che hanno definito gli anni dieci.

## Video musicale
Il video musicale è stato reso disponibile in contemporanea con l'uscita della canzone. Diretto e prodotto dalla compagnia Canada, è stata la terza collaborazione insieme a Rosalía.
Malamente ha ottenuto tre candidature agli UK Music Video Awards, vincendone due: Miglior video pop e Migliore direzione. La clip ha anche ricevuto una nomination ai Latin Grammy come Miglior video musicale e al Premio Lo Nuestro come Miglior video dell'anno.
Il video ha vinto il premio di miglior video dell'anno conferito dalla rivista Pitchfork.

## Tracce
Testi di Rosalía Vila, Pablo Díaz-Reixa e Antón Álvarez, musiche di Rosalía Vila e Pablo Díaz-Reixa.
1. Malamente – 2:29

## Formazione
Musicisti
- Rosalía – voce, cori, battito delle mani, ad-lib, arrangiamento
- El Guincho – tamburo herreño, 808, sintetizzatore, battito di mani, ad-lib, arrangiamento
- Antón Álvarez – ad-lib

Produzione
- El Guincho – produzione, registrazione
- Rosalía – produzione
- Jaycen Joshua – missaggio
- Jacob Richards – assistenza al missaggio
- Rashawn McLean – assistenza al missaggio
- Mike Seaberg – assistenza al missaggio
- Chris Athens – mastering

## Classifiche

### Classifiche settimanali
| Classifica (2018-19) | Posizione massima |
| -------------------- | ----------------- |
| Belgio (Fiandre)     | 53                |
| Belgio (Vallonia)    | 76                |
| Cile                 | 40                |
| Spagna               | 2                 |

### Classifiche di fine anno
| Classifica (2018) | Posizione |
| ----------------- | --------- |
| Spagna            | 14        |
| Classifica (2019) | Posizione |
| Spagna            | 50        |